# 尼科·伊勒
尼科·伊勒（德語：Nico Ihle，1985年12月2日—），德国男子速度滑冰运动员，2017年欧洲速度滑冰锦标赛男子短距离铜牌得主、2017年世界单程距离速度滑冰锦标赛男子500米银牌得主。